# 艾伦·塞耶斯
艾伦·塞耶斯（英語：Alan Sayers，1915年12月6日—2017年8月19日），新西兰男子田径运动员，主攻短跑。他曾代表新西兰参加1938年英联邦运动会田径比赛，获得男子4×440码接力铜牌。